# Monument De Waarheid
Monument De Waarheid is een artistiek kunstwerk in Amsterdam-Centrum.
Het is een monument ter nagedachtenis van medewerkers van De Waarheid dat vanaf begin Tweede Wereldoorlog illegaal werd verspreid. De waarheid stond toen in verbinding met de Communistische Partij van Nederland. Het idee ontstond tijdens een bijeenkomst Jong en oud verzet.
De Waarheid-directeur Gerard Pothoven zag wel iets in een monument voor de slachtoffers uit beide groepen en legde het dan ook uit aan krant en partij. Het was daarbij niet alleen de communisten te herdenken, maar iedereen die toen als betrouwbaar anti-fascist te boek stond. Voor het gedenkteken werden kunstenaars Rob Schotman en Wim Tap gevraagd. Voor de onthulling op 4 mei 1983 werden uitnodigingen verzonden, maar geconstateerd werd dat De Waarheid en de CPN niet meer alle familie kon bereiken; contact was soms verloren gegaan. Het beeld werd geplaatst nabij Gebouw Sibylla, Hoogte Kadijk 145. Hoofdredacteur Joop Wolff onthulde de steen. De uitnodiging naar de onbekenden kwam in een kolom in De Waarheid van 30 april. De gedenksteen is van graniet met slierten metaal (standvastigheid) en gaten (kogelvuur) en stond op de binnenplaats van het partijbureau van de CPN. Op de gladgepolijste kant staat de tekst: 
Ter herdenking van de medewerkers van de waarheid die zijn gevallen in de strijd tegen het fascisme 1940-1945
In 1993 verhuisde het beeld naar het Windroosplein op Wittenburg omdat dat in het verleden een arbeiderswijk was. Ook toen vond de onthulling op 4 mei plaats. Het beeld moest waarschijnlijk verhuizen in verband met de renovatie van de Sibbelwoningen.